# Den fantastiske Brain
Den fantastiske Brain (franska: Le Cerveau) är en fransk-italiensk kuppfilm från 1969 i regi av Gérard Oury.

## Rollista i urval
- Jean-Paul Belmondo - Arthur Lespinasse
- Bourvil - Anatole
- David Niven - överste Matthews, "mr Brain"
- Eli Wallach - Frankie Scannapieco
- Silvia Monti - Sofia Scannapieco
- Raymond Gérôme - kommissarien
- Henri Génès - fängelsets vaktchef
- Tommy Duggan - huvudintendenten
- Dominique Zardi - fängelsevakt
- Robert Dalban - belgisk soldat